# 伊江朝恒
伊江 朝恒（いえ ちょうこう、1560年〈永禄3年/嘉靖39年〉 - 1596年〈文禄5年/慶長元年/万暦24年〉）は、琉球王国第二尚王氏王統の人。唐名は向種徳。第二尚氏王朝の第四代国王尚清の第七王子である伊江朝義の長男。伊江御殿の二世。
1596年（文禄5年/慶長元年/万暦24年）、家統を継いで伊江島総地頭職に任ぜられるが、嗣子なく同年に死没した。そのため家統は元祖伊江朝義の次男である向文徳・伊江按司朝仲が継いだ。

## 系譜
- 父：伊江王子朝義（向氏伊江御殿元祖）
- 母：伊江阿屋按司志良禮・童名眞加戸樽
- 室：（小禄御殿分家二世佐敷王子朝里の長女)